# Clorosoma
Un clorosoma és un complex d'antena fotosíntètic que es troba en els bacteris verds del sofre (GSB) i en alguns fotòtrofs anoxigènics filamentosos verds (FAP) (Chloroflexaceae, Oscillochloridaceae). Es diferencien d'altres complexos d'antena per la seva mida més grossa i no tenir proteïna en la matriu que suporta els pigments fotosintètics. Per aconseguir en el seu ambient del mar profund capturen pocs fotons cada dia i necessiten tenir les estructures dels clorosomes que contenen fins a 250.000 molècules de clorofil·la. Els clorosomes són cossos el·lipsoides, en els GSB la seva llargada varia de 100 a 200 nm, d'amplada de 50-100 nm i d'alçada de 15-30 nm, en els FAP els clorosomes són un poc més petits.

## Font alternativa d'energia
Les interaccions que porten a l'assemblatge de les clorofil·les en els clorosomes són força simples i els resultats podrien algun dia construir sistemes fotosintètics artificials que converteixin l'energia solar en electricitat o biocombustible.

## Llista d'espècies bacterianes que contenen clorosomes
- Chlorobiaceae
  - Chlorobium limicola
  - Chlorobium phaeobacteroides
  - Chlorobium phaeovibrioides
  - Chlorobium vibrioforme
  - Chlorobium tepidum
  - Pelodictyon lutoleum
  - Prostecochloris aestuarii
- Chloroflexaceae
  - Chloroflexus aurantiacus
  - Chloroflexus aggregans
  - Chloronema giganteum
- Oscillochloridaceae
  - Oscillochloris trichoides
- Acidobacteriaceae
  - Chloracidobacterium thermophilum[2]